# Concours de musique

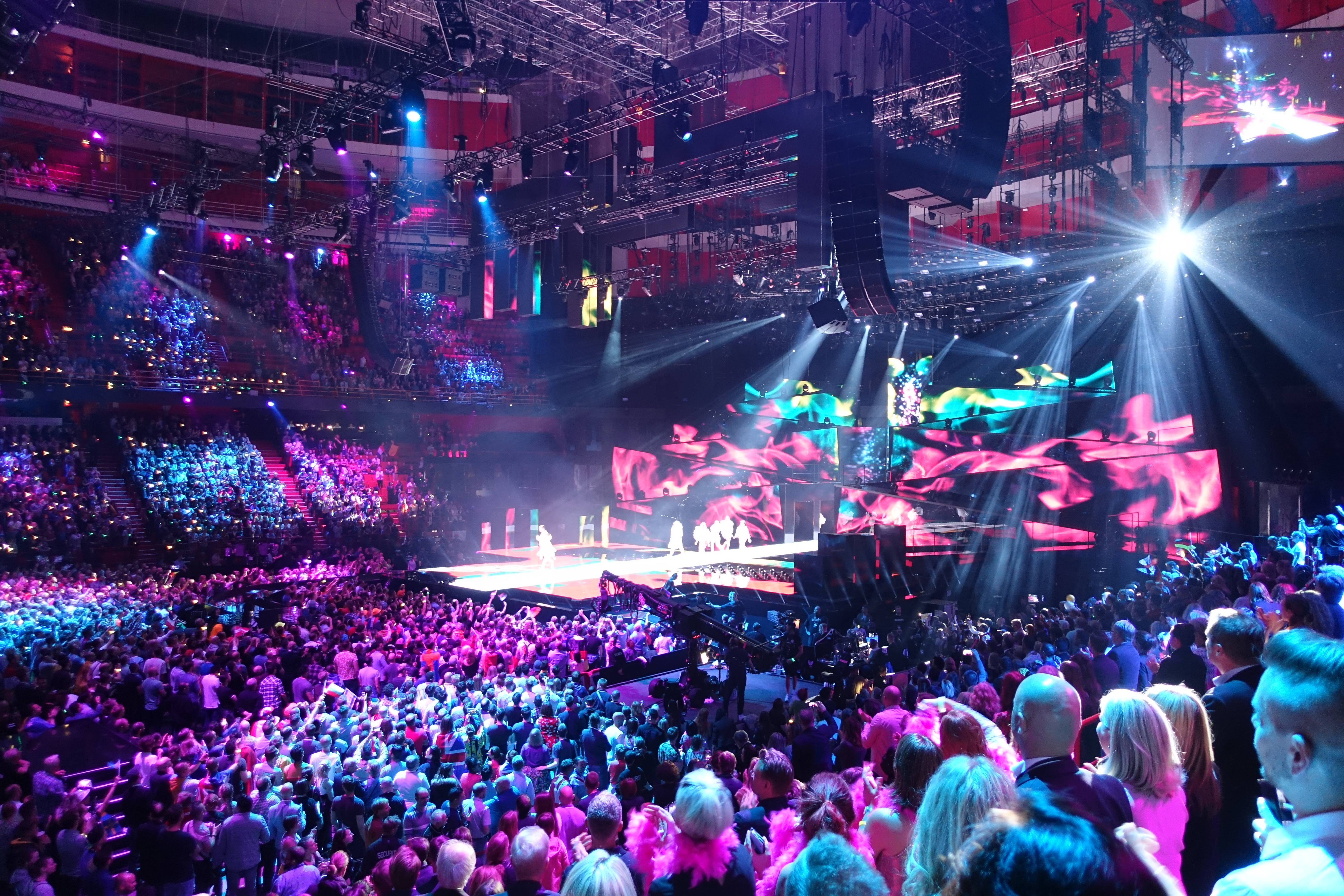
Concours Eurovision, exemple de concours musical.

Un concours de musique, concours musical, ou une compétition musicale, est un événement public destiné à identifier et récompenser des ensembles musicaux, artistes solo, compositeurs, chefs d'orchestre et musicologues d'exception. Les concours de musique pop sont des concours musicaux organisés pour trouver des vedettes de la pop.
Parmi les concours de musique populaire : l'Open Mic UK, le SoundWave Music Competition, le concours annuel de la All-Japan Band Association, le World Music Contest, Live and Unsigned, le concours Eurovision de la chanson et American Idol.

## Histoire
La musique classique européenne fait usage du concours pour fournir un avis public qui identifie les jeunes musiciens les plus forts et les aide à démarrer leur carrière professionnelle. Les ensembles instrumentaux populaires, tels que les fanfares et les orchestres scolaires, s'appuient également depuis longtemps sur les concours et les festivals pour promouvoir leurs genres musicaux et reconnaître les hauts niveaux de performance. Au cours des dernières décennies, de grands concours se sont également développés dans le domaine de la musique populaire pour mettre en valeur les performances des chanteurs pop et des groupes de rock.
L'un des premiers et des plus anciens concours musicaux à grande échelle est le festival de Sanremo, qui a débuté en 1951 et qui a également inspiré le concours Eurovision de la chanson.

## Exemples
Les concours musicaux qui attirent le plus grand nombre de spectateurs sont des événements largement télévisés dans le domaine de la musique populaire, tels que le concours Eurovision de la chanson et American Idol. Au Royaume-Uni, les concours Open Mic UK et Live and Unsigned rassemblent chacun environ 10 000 participants par an, ce qui en fait les plus grands concours de la région,,.
Selon les statistiques de 2005, plus de 650 000 visiteurs assistent au World Music Contest (Kerkrade, Pays-Bas), qui compte 19 000 concurrents de plus de 30 pays, ce qui en fait l'un des plus grands concours d'Europe. Le concours annuel de la All-Japan Band Association semble être le plus grand concours musical au monde en termes de nombre de concurrents actifs,, avec environ 800 000 musiciens en compétition dans plus de 14 000 groupes. Le SoundWave Music Competition est un concours qui a fait son apparition sur la scène musicale du Royaume-Uni. Ce concours permet à des chanteurs, des groupes et des artistes de tous genres d'avoir une chance de jouer à l'O2 Academy de Leeds, Newcastle et Glasgow. Le SoundWave Music Competition est un concours de haut niveau et le plus grand concours musical du nord de l'Angleterre et de l'Écosse, où les participants peuvent gagner des places à la radio et des enregistrements dans les meilleurs studios d'enregistrement du Royaume-Uni et de l'Écosse. L'un des plus anciens concours musical au monde est le concours international Naumburg, à New York, dont la première édition a eu lieu en 1926.
Ces dernières années, le plus grand concours musical en termes de nombre de genres représentés semble être Sharq Taronalari, un énorme festival parrainé par l'UNESCO et le gouvernement de l'Ouzbékistan. Divers concours musicaux en ligne destinés aux jeunes musiciens gagnent aujourd'hui en popularité, notamment Unsigned Only, qui est un concours musical mondial basé aux États-Unis, et Machan Music, un concours musical ouvert et permanent basé en Inde. Le Songwriters Resource Network organise chaque année le Great American Song Contest, ouvert aux auteurs-compositeurs et aux paroliers du monde entier.